# Milton (Delaware)
Milton és una població dels Estats Units a l'estat de Delaware. Segons el cens del 2000 tenia 1.657 habitants.

## Demografia
Segons el cens del 2000, Milton tenia 1.657 habitants, 700 habitatges, i 438 famílies. La densitat de població era de 603,6 habitants/km².
Dels 700 habitatges en un 31,4% hi vivien nens de menys de 18 anys, en un 37,3% hi vivien parelles casades, en un 20,1% dones solteres, i en un 37,4% no eren unitats familiars. En el 31,3% dels habitatges hi vivien persones soles el 17,4% de les quals corresponia a persones de 65 anys o més que vivien soles. El nombre mitjà de persones vivint en cada habitatge era de 2,33 i el nombre mitjà de persones que vivien en cada família era de 2,9.
Per edats la població es repartia de la següent manera: un 24,6% tenia menys de 18 anys, un 10,2% entre 18 i 24, un 26,4% entre 25 i 44, un 22% de 45 a 60 i un 16,8% 65 anys o més.
L'edat mediana era de 37 anys. Per cada 100 dones de 18 o més anys hi havia 71,8 homes.
La renda mediana per habitatge era de 32.368 $ i la renda mediana per família de 40.313 $. Els homes tenien una renda mediana de 26.065 $ mentre que les dones 23.269 $. La renda per capita de la població era de 17.016 $. Aproximadament el 12,8% de les famílies i el 18% de la població estaven per davall del llindar de pobresa.

## Poblacions més properes
El següent diagrama mostra les poblacions més properes.